# Erin Daniels
Erin Daniels (San Luis, Misuri; 9 de octubre de 1973) es una actriz estadounidense. Su nombre de nacimiento es Erin Cohen. Se graduó en Arquitectura e Historia del arte en el Vassar College, y a continuación se mudó a Nueva York.

## Trayectoria
Comenzó haciendo teatro, apareciendo en diversas producciones de Broadway, entre las que destaca Stars. Consiguió sus primeros papeles como estrella invitada en series neoyorquinas como Law & Order y Dellaventura.
Poco después, se mudó a Los Ángeles y obtuvo un papel fijo en la comedia Action, y en series como The Outer Limits, Philly y Jack & Jill. Además de su trabajo televisivo, ha aparecido en las películas The Chill Factor, Wheelmen, Retratos de una obsesión y House of 1000 Corpses.
Erin tuvo un papel recurrente en la serie de NBC Swingtown, antes de dar vida a la insegura Dana Fairbanks en The L Word, participando en solo tres temporadas.
También participó en un capítulo en la serie Dexter.
En el 2015 participó como protagonista del cortometraje "Doghouse", el cual obtuvo dos galardones al mejor corto en EE. UU. en festivales de cine.

## Filmografía
- Flushed (1999)
- Chill Factor (1999) - Médica #2
- Los discípulos (1999) - Lisa Johnson. Película para TV.
- One Hour Photo (2002) - Maya Burson
- House of 1000 Corpses (2003) - Denise Willis
- L Word ( 2004-2007 ) - Dana Fairbanks (Recurrente - 38 capítulos)
- Wheelmen (2005) - Gwen
- A Single Man (2009) - Cajera del banco
- Starlight Inn (2010) - Katherine Sellwood. Corto
- Few Options (2011) - Helen
- The Sitter (2011) - Sra. Pedulla
- Like Father (2012) - Alli Miller. Película para TV.
- Pull the Trigger, Mr. Wicker (2012). Raphaella. Corto.
- Joshua Tree, 1951: A portrait of James Dean (2012) - Madre
- The Bling Ring (2013) - Shannon

## Vida personal
Es la mayor de dos hermanas, su hermana menor se llama Cloe y tiene 4 años menos que ella, es dentista y trabaja en la ciudad de L.A. Tiene dos hijos: el mayor, Ely, nacido en 2009 y la niña, Miles, nacida en 2012. Daniels se casó con el productor Chris Uettwiller en 2008, y se divorciaron en 2019. Actualmente está viviendo en Los Ángeles con sus dos hijos.